# Euphroniaceae
Euphroniaceae – monotypowa rodzina roślin okrytonasiennych z rzędu malpigiowców. Obejmuje rodzaj Euphronia liczący 3 gatunki. Rośliny te występują na niewielkich obszarach w Wenezueli, Gujanie, Kolumbii i w północno-zachodniej Brazylii.

## Morfologia
Zwykle krzewy, rzadziej drzewa. Liście są skrętoległe, niepodzielone, pokryte od spodu gęstymi białymi lub szarymi włoskami. Liście opatrzone są drobnymi przylistkami. Kwiaty są obupłciowe, promieniste, zebrane w gronach wyrastających w kątach liści lub szczytowo. Kielich składa się z 5 nierównych działek, z których 3 są wolne. Płatki korony są 3, pochwowate. Pręciki są 4 i towarzyszy im zwykle 1 prątniczek. Górna zalążnia powstaje z 3 owocolistków i ma 3 komory. Owocem jest podzielona na 3 komory torebka zawierająca pojedyncze nasiono w każdej komorze.

## Systematyka
Badania molekularne wskazują na siostrzaną pozycję tej rodziny w stosunku do złotośliwowatych (Chrysobalanaceae) w obrębie malpigiowców (Malpighiales). Taką też pozycję rodzina ta zajmuje w systemie APG III z 2009, APG IV z 2016 i według APweb. Wcześniej ze względu na różne podobieństwa rodzaj ten włączany był do Trigoniaceae lub Vochysiaceae.
Pozycja systematyczna według APweb (aktualizowany system APG IV z 2016)
|  | Putranjivaceae  |
|  |                 |
|  | Lophopyxidaceae |
|  |                 |

|  | Centroplacaceae                                                                               |
|  |                                                                                               |
|  | \| \| Malpighiaceae – malpigiowate \| \| \| \| \| \| Elatinaceae – nadwodnikowate \| \| \| \| |
|  |                                                                                               |
|  | Malpighiaceae – malpigiowate                                                                  |
|  |                                                                                               |
|  | Elatinaceae – nadwodnikowate                                                                  |
|  |                                                                                               |

|  | Malpighiaceae – malpigiowate |
|  |                              |
|  | Elatinaceae – nadwodnikowate |
|  |                              |

|  | Trigoniaceae    |
|  |                 |
|  | Dichapetalaceae |
|  |                 |

|  | Chrysobalanaceae – złotośliwowate |
|  |                                   |
|  | Euphroniaceae                     |
|  |                                   |

|  | Trigoniaceae    |
|  |                 |
|  | Dichapetalaceae |
|  |                 |

|  | Chrysobalanaceae – złotośliwowate |
|  |                                   |
|  | Euphroniaceae                     |
|  |                                   |

|  | Trigoniaceae    |
|  |                 |
|  | Dichapetalaceae |
|  |                 |

|  | Chrysobalanaceae – złotośliwowate |
|  |                                   |
|  | Euphroniaceae                     |
|  |                                   |

|  | Trigoniaceae    |
|  |                 |
|  | Dichapetalaceae |
|  |                 |

|  | Chrysobalanaceae – złotośliwowate |
|  |                                   |
|  | Euphroniaceae                     |
|  |                                   |

|  | Putranjivaceae  |
|  |                 |
|  | Lophopyxidaceae |
|  |                 |

|  | Centroplacaceae                                                                               |
|  |                                                                                               |
|  | \| \| Malpighiaceae – malpigiowate \| \| \| \| \| \| Elatinaceae – nadwodnikowate \| \| \| \| |
|  |                                                                                               |
|  | Malpighiaceae – malpigiowate                                                                  |
|  |                                                                                               |
|  | Elatinaceae – nadwodnikowate                                                                  |
|  |                                                                                               |

|  | Malpighiaceae – malpigiowate |
|  |                              |
|  | Elatinaceae – nadwodnikowate |
|  |                              |

|  | Trigoniaceae    |
|  |                 |
|  | Dichapetalaceae |
|  |                 |

|  | Chrysobalanaceae – złotośliwowate |
|  |                                   |
|  | Euphroniaceae                     |
|  |                                   |

|  | Trigoniaceae    |
|  |                 |
|  | Dichapetalaceae |
|  |                 |

|  | Chrysobalanaceae – złotośliwowate |
|  |                                   |
|  | Euphroniaceae                     |
|  |                                   |

|  | Trigoniaceae    |
|  |                 |
|  | Dichapetalaceae |
|  |                 |

|  | Chrysobalanaceae – złotośliwowate |
|  |                                   |
|  | Euphroniaceae                     |
|  |                                   |

|  | Trigoniaceae    |
|  |                 |
|  | Dichapetalaceae |
|  |                 |

|  | Chrysobalanaceae – złotośliwowate |
|  |                                   |
|  | Euphroniaceae                     |
|  |                                   |

Podział
Rodzaj: Euphronia C. F. P. Martius et Zuccarini, Flora 8: 32. 14 Jan 1825
- Euphronia acuminatissima Steyerm.
- Euphronia guianensis (R.H.Schomb.) Hallier f.
- Euphronia hirtelloides Mart. & Zucc.